# Hiperinflacija
Hiperinflacija je pojam u ekonomskoj znanosti koji označava inflaciju izvan nadzora nadležnih državnih tijela, stanje u kojemu potrošačke cijene naglo rastu zbog ubrzanoga gubitka vrijednosti valute (devalvacije). Ipak, ne postoji općeprihvaćena odredba inflacije. Prema nekim odredbama, hiperinflacija je inflacija viša od 25 ili 30% na mjesečnoj razini.

## Obilježja
Knjiga Phillipa Cagana, „Monetarna dinamika hiperinflacije” (eng. The Monetary Dynamics of Hyperinflation), iz 1956. godine, smatra se prvom ozbiljnijom studijom hiperinflacije i njezinih učinaka. U njoj je Cagan hiperinflaciju odredio kao mjesečnu stopu inflacije od najmanje 50%.
Međunarodni računovodstveni standard opisuje četiri (pred)znaka hiperinflacije:
- Stanovništvo uglavnom nastoji očuvati svoju imovinu u ne-valutnom obliku ili u relativno stabilnoj stranoj valuti (devizi). Sav novac u domaćoj valuti odmah se troši dok mu nije pala njegova kupovna moć.
- Stanovništvo cijene uglavnom preračunava, iako izražene u domaćoj valuti, u odnosu na stranu stabilniju valutu. Cijene se ponekad čak i izražavaju u stranoj stabilnijoj valuti, iako se roba naplaćuje u njezinoj protuvrijednosti u domaćoj valuti.
- Prodaje i kupovine na kredit postaju sve omiljenije zato što inflacija umanjuje vrijednost rata.
- Kamate, plaće i cijene vežu se za cjenovni indeks, i kumulacijska stopa inflacije, u roku od tri godine, dostiže ili prelazi 100%.

Stope inflacije od nekoliko stotina postotaka mjesečno ostvarile su se više puta. Neki od ekstremnih slučajeva jesu:
- Njemačka 1923. godine, kada je stopa inflacije bila 3,25 × 106% mjesečno (cijene su se udvostručavale svakih 49 sati).
- Grčka tijekom nacističke okupacije (1941. – 1944.) s 8,55 × 109% mjesečno (cijene su se udvostručavale svakih 28 sati).
- Mađarska nakon završetka Drugoga svjetskog rata (1945.) s 4,19 × 1016% mjesečno (cijene su se udvostručavale svakih 15 sati), što je najviša zabilježena inflacija.
- SR Jugoslavija je pretrpjela inflaciju od 5 × 1015% mjesečno (cijene su se udvostručavale svakih 16 sati) u razdoblju od 1. listopada 1993. do 24. siječnja 1994. godine.
- Zimbabve je pogodila inflacija godina 2007. i 2008. U studenom 2008. inflacija je iznosila 7,96 × 1010% mjesečno (cijene su se udvostručavale svakih 25 sati).